# Charles Dana Gibson
Charles Dana Gibson (Roxbury, 14 settembre 1867 – New York, 23 dicembre 1944) è stato un illustratore statunitense, conosciuto soprattutto per aver creato la Gibson Girl, una figura iconica, rappresentazione della bellezza e dell'indipendenza della donna americana all'inizio del nuovo secolo.

## Biografia
Gibson nacque a Roxbury, in Massachusetts, da Charles DeWolf Gibson e da Josephine Elizabeth Lovett. Era pronipote del senatore James DeWolf e discendente del senatore William Bradford. Ragazzo di talento, venne mandato dai genitori a New York, a studiare due anni all'Art Students League di Manhattan.

## Riviste
Nel 1886, vendette il suo primo lavoro alla rivista Life, fondata tre anni prima da John Ames Mitchell e Andrew Miller. Il giornale pubblicò da quel momento i suoi lavori a cadenza settimanale per i trent'anni a venire. In breve tempo, l'artista acquisì una grande reputazione e i suoi lavori apparvero sulle maggiori riviste pubblicate a New York, Harper's Weekly, Scribner's e Collier's. I suoi libri illustrati comprendono l'edizione del 1898 del libro di Anthony Hope Il prigioniero di Zenda e il suo seguito, Rupert of Hentzau. La grande popolarità che ebbe con l'aver creato la Gibson Girl, lo fece conoscere in tutti gli Stati Uniti, dandogli fama, rispettabilità e ricchezza.
Nel 1895, si sposò con Irene Langhorne, nata a Danville, Virginia, sorella di Nancy Astor, la prima donna ad entrare al Parlamento inglese come membro della Camera dei comuni. Le eleganti sorelle Langhorne, nate in Virginia da un'aristocratica famiglia decaduta a causa della guerra civile, servirono da ispiratrici per le famose Gibson Girl.
Alla morte di Mitchell nel 1918, Gibson gli subentrò alla guida di Life, diventando l'editore e il proprietario della rivista. Intanto, finita la guerra, era sbiadito presso il grande pubblico il fascino e la popolarità della Gibson Girl. I tempi e i gusti erano cambiati. Gibson, così, continuò a dipingere solo per il proprio piacere.
La produzione quasi illimitata di merchandising vide i suoi disegni venire impiegati in molti modi e anche il cocktail Gibson, secondo alcune versioni, pare abbia preso il nome da lui.

## Ultimi anni e morte
Gibson era proprietario di un'isoletta nella acque del Maine, a Islesboro, dove lui e la moglie vissero per molti anni.
Alla sua morte nel 1944, Charles Dana Gibson venne sepolto al Mount Auburn Cemetery a Cambridge, nel Massachusetts.

## Filmografia
- The Education of Mr. Pipp, regia di William F. Haddock - soggetto (1914)

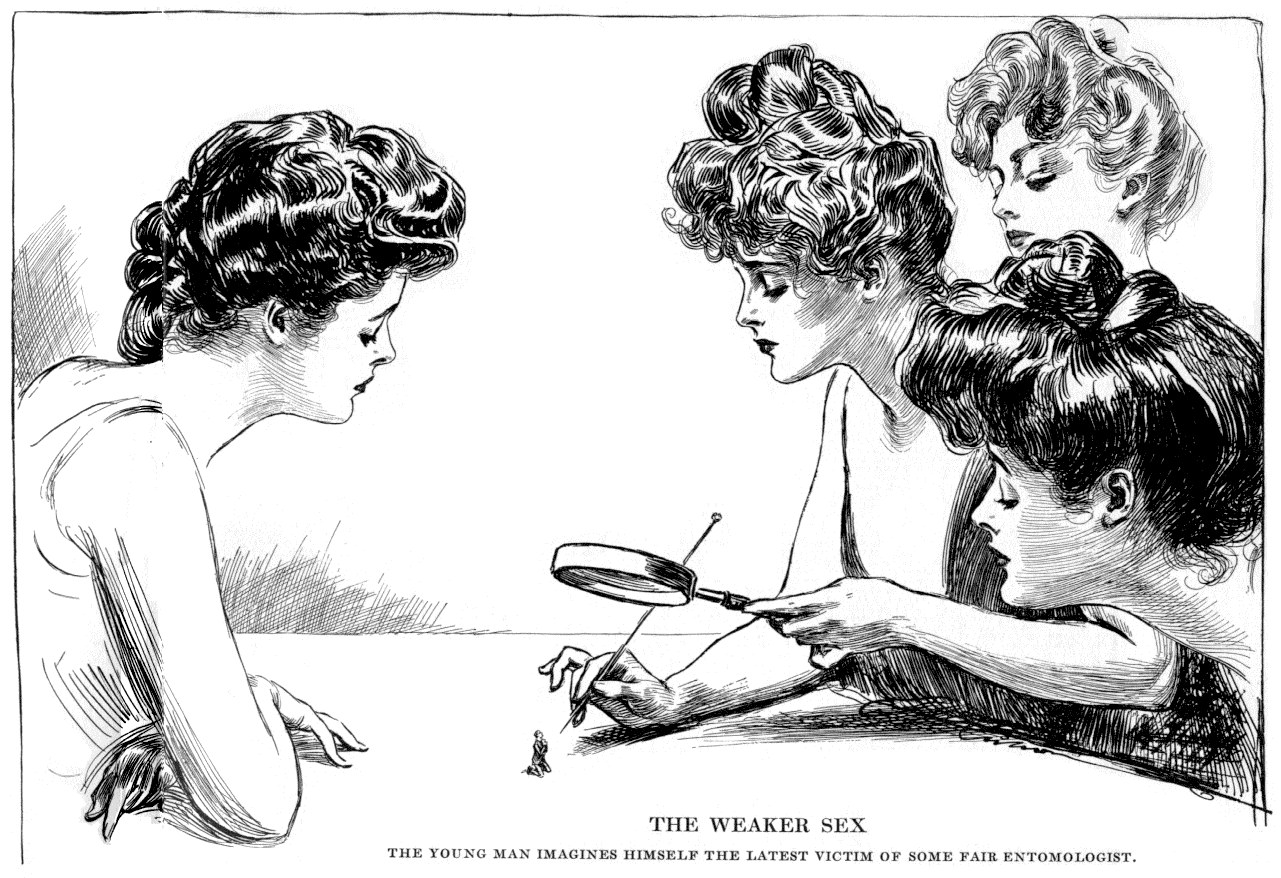
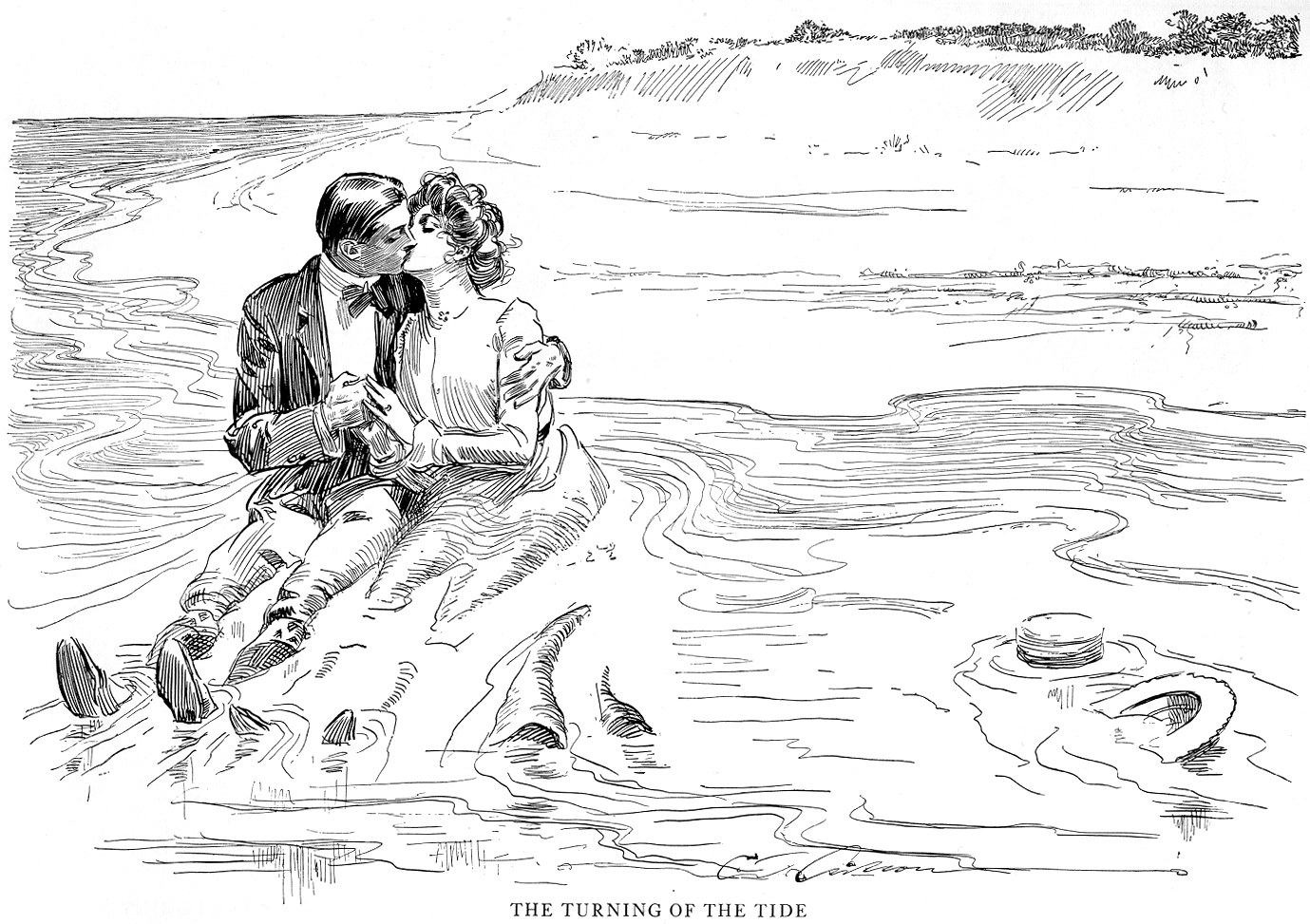
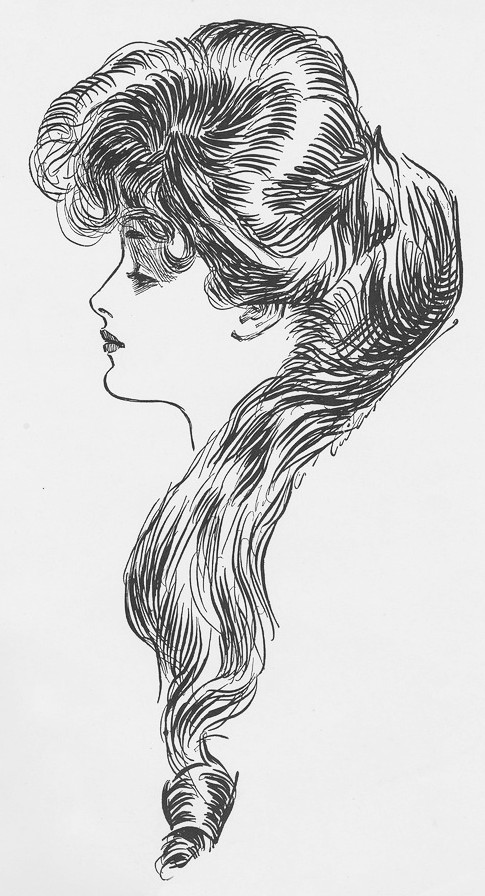
Gibson Girl: The eternal question (Evelyn Nesbit)
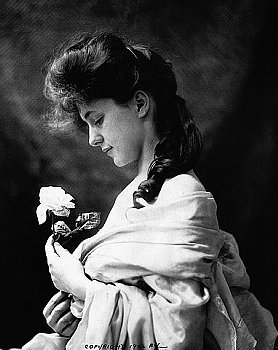
Evelyn Nesbit
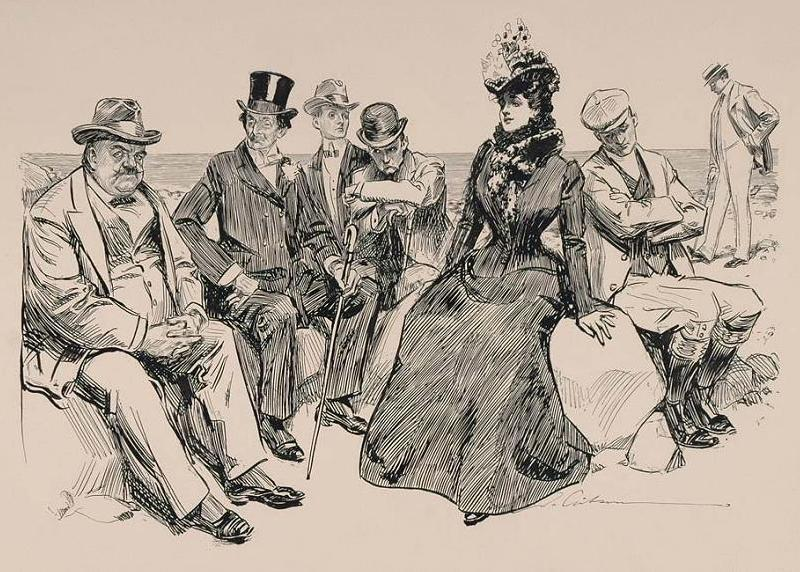
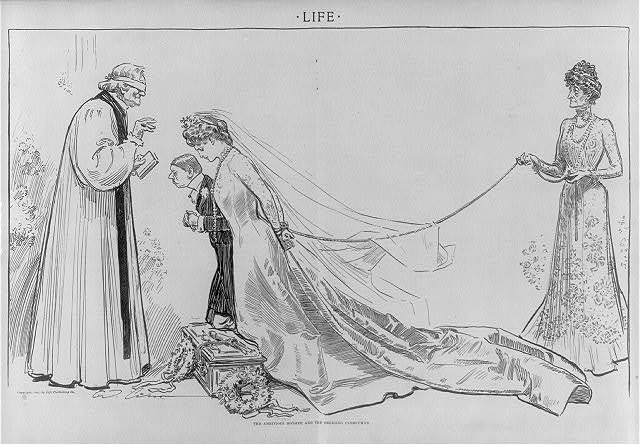